# Wilson Beserra
Wilson Beserra  (Rio de Janeiro, 16 de janeiro de 1970) é um político brasileiro, do estado do Rio de Janeiro.  É administrador e empresário. Por motivos familiares, mudou-se para João Pessoa, na Paraíba, onde viveu até os 16 anos, regressando ao Rio com a mãe. Em 2011, mudou-se para Seropédica, onde iniciou um intenso trabalho junto aos moradores.

## Atividade Politica
Como Secretário de Planejamento e Desenvolvimento Sustentável da cidade de Seropédica implementou o projeto Cidade Sustentável. Desenvolvendo projetos de mobilidade urbana para reduzir o deslocamento e criar bolsões de com infraestrutura para o desenvolvimento da cidade. Tendo atuação também na atração de empresas para Baixada Fluminense, e desenvolvimento do Arco Metropolitano do Rio de Janeiro
Foi eleito 6º suplente deputado federal em 2014, para a 55.ª legislatura (2015-2019), pelo PMDB. Em abril de 2017 foi favorável à Reforma Trabalhista. Durante o curto período de mandato apresentou leis que beneficiaram a Universidade Federal Rural do Rio de Janeiro como a construção da Praça de Desportos na universidade, com projeto de Oscar Niemeyer projetada não só para atender a comunidade acadêmica mas toda sociedade. Como também a construção da maternidade de Paracambi. Destacando-se também na criação da frente em prol da Baixada Fluminense.